# Pseudoschmidtia polychroma
Pseudoschmidtia polychroma är en insektsart som beskrevs av Marius Descamps 1971. Pseudoschmidtia polychroma ingår i släktet Pseudoschmidtia och familjen Euschmidtiidae. Inga underarter finns listade i Catalogue of Life.